# Kyōhei Yoshino
Kyōhei Yoshino (吉野 恭平?, Yoshino Kyōhei; Sendai, 8 novembre 1994) è un calciatore giapponese, difensore o centrocampista del Cerezo Osaka.

## Palmarès

### Club

#### Competizioni nazionali
- Campionato giapponese: 1

Sanfrecce Hiroshima: 2015
- Supercoppa del Giappone: 1

Sanfrecce Hiroshima: 2016